# Nagroda Pulitzera w dziedzinie muzyki

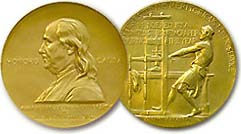
Złoty medal Nagrody Pulitzera.

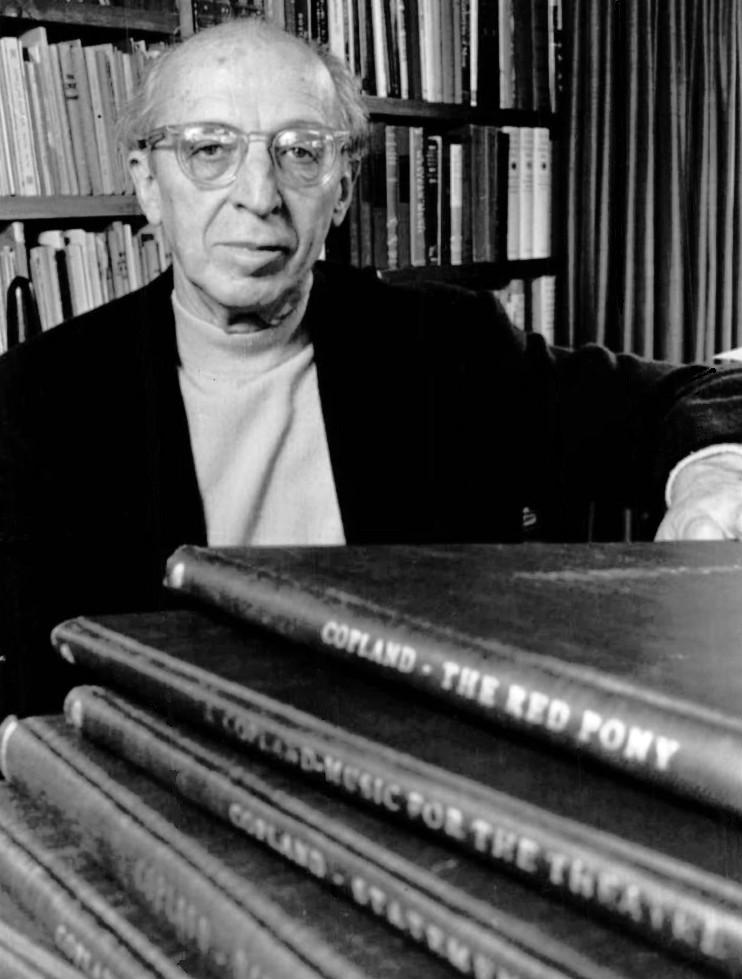
Aaron Copland, laureat z 1945 roku

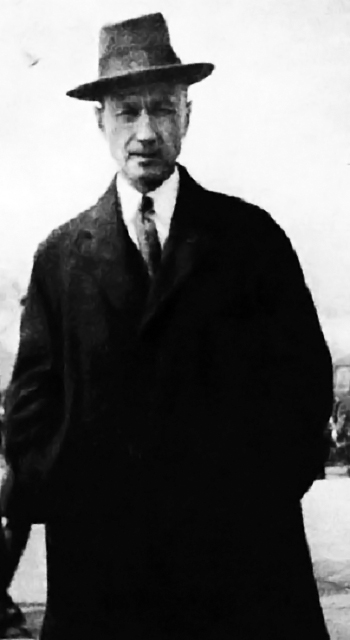
Charles Ives

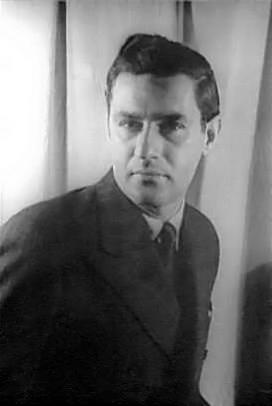
Gian Carlo Menotti

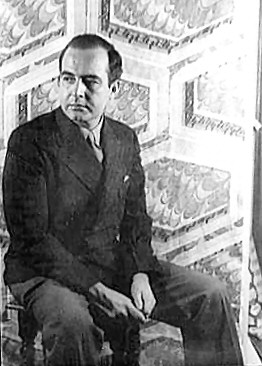
Samuel Barber

Nagroda Pulitzera w dziedzinie muzyki – jedna z kategorii Nagrody Pulitzera. Jest przyznawana od 1943 roku. Jako pierwszy został nią uhonorowany William Schuman. Była przyznawana przede wszystkim za osiągnięcia w muzyce poważnej i w jazzie. W 2018 nagrodę otrzymał raper Kendrick Lamar, jako pierwszy artysta wykonujący ten rodzaj muzyki.
Piąte dziesięciolecie XX wieku.
| Data | Autor              | Tytuł                              |
| ---- | ------------------ | ---------------------------------- |
| 1943 | William Schuman    | Secular Cantata No. 2: A Free Song |
| 1944 | Howard Hanson      | Symphony No. 4, Opus 34            |
| 1945 | Aaron Copland      | Appalachian Spring (balet)         |
| 1946 | Leo Sowerby        | The Canticle of the Sun (kantata)  |
| 1947 | Charles Ives       | Symphony No. 3                     |
| 1948 | Walter Piston      | Symphony No. 3                     |
| 1949 | Virgil Thomson     | muzyka do filmu Louisiana Story    |
| 1950 | Gian Carlo Menotti | The Consul (opera)                 |

Szóste dziesięciolecie XX wieku.
| Data | Autor                 | Tytuł                                                |
| ---- | --------------------- | ---------------------------------------------------- |
| 1951 | Douglas Moore         | Giants in the Earth (opera)                          |
| 1952 | Gail Kubik            | Symphony Concertante                                 |
| 1953 | Nagrody nie przyznano |                                                      |
| 1954 | Quincy Porter         | Concerto for Two Pianos and Orchestra                |
| 1955 | Gian Carlo Menotti    | The Saint of Bleecker Street (opera)                 |
| 1956 | Ernst Toch            | Symphony No. 3                                       |
| 1957 | Norman Dello Joio     | Meditations on Ecclesiastes (na orkiestrę smyczkową) |
| 1958 | Samuel Barber         | Vanessa (opera)                                      |
| 1959 | John LaMontaine       | Concerto for Piano and Orchestra                     |
| 1960 | Elliott Carter        | Second String Quartet                                |

Siódme dziesięciolecie XX wieku.
| Data | Autor                 | Tytuł                             |
| ---- | --------------------- | --------------------------------- |
| 1961 | Walter Piston         | Symphony No. 7                    |
| 1962 | Robert Ward           | The Crucible (opera)              |
| 1963 | Samuel Barber         | Piano Concerto No. 1              |
| 1964 | Nagrody nie przyznano |                                   |
| 1965 | Nagrody nie przyznano |                                   |
| 1966 | Leslie Bassett        | Variations for Orchestra          |
| 1967 | Leon Kirchner         | Quartet No. 3                     |
| 1968 | George Crumb          | Quartet No. 3                     |
| 1969 | Karel Husa            | String Quartet No. 3              |
| 1970 | Charles Wuorinen      | Time's Encomium (electronic work) |

Ósme dziesięciolecie XX wieku.
| Data | Autor             | Tytuł                                                     |
| ---- | ----------------- | --------------------------------------------------------- |
| 1971 | Mario Davidovsky  | Synchronisms No. 6 for Piano and Electronic Sound         |
| 1972 | Jacob Druckman    | Windows (na orkiestrę)                                    |
| 1973 | Elliott Carter    | String Quartet No. 3                                      |
| 1974 | Donald Martino    | Notturno (na orkiestrę kameralną)                         |
| 1975 | Dominick Argento  | From the Diary of Virginia Woolf (cykl pieśni)            |
| 1976 | Ned Rorem         | Air Music (suita orkiestralna)                            |
| 1977 | Richard Wernick   | Visions of Terror and Wonder (na mezzosopran i orkiestrę) |
| 1978 | Michael Colgrass  | Deja Vu (na perkusję i orkiestrę)                         |
| 1979 | Joseph Schwantner | Aftertones of Infinity (na orkiestrę)                     |
| 1980 | David Del Tredici | In Memory of a Summer Day (na sopran i orkiestrę)         |

Dziewiąte dziesięciolecie XX wieku.
| Data | Autor                 | Tytuł                                                        |
| ---- | --------------------- | ------------------------------------------------------------ |
| 1981 | Nagrody nie przyznano |                                                              |
| 1982 | Roger Sessions        | Concerto for Orchestra                                       |
| 1983 | Ellen Taaffe Zwilich  | Symphony No. 1 (Three Movements for Orchestra)               |
| 1984 | Bernard Rands         | Canti del sole (na głos solo i orkiestrę)                    |
| 1985 | Stephen Albert        | RiverRun (symphony)                                          |
| 1986 | George Perle          | Wind Quintet IV                                              |
| 1987 | John Harbison         | The Flight into Egypt (na sopran, baryton, chór i orkiestrę) |
| 1988 | William Bolcom        | 12 New Etudes for Piano                                      |
| 1989 | Roger Reynolds        | Whispers out of Time (na orkiestrę smyczkową)                |
| 1990 | Mel Powell            | Duplicates: A Concerto for Two Pianos and Orchestra          |

Dziesiąte dziesięciolecie XX wieku.
| Data | Autor             | Tytuł                                                         |
| ---- | ----------------- | ------------------------------------------------------------- |
| 1991 | Shulamit Ran      | Symphony                                                      |
| 1992 | Wayne Peterson    | The Face of the Night, the Heart of the Dark (na orkiestrę)   |
| 1993 | Christopher Rouse | Trombone Concerto                                             |
| 1994 | Gunther Schuller  | Of Reminiscences and Reflections (na orkiestrę))              |
| 1995 | Morton Gould      | Stringmusic (na orkiestrę)                                    |
| 1996 | George Walker     | Lilacs (na głos i orkiestrę)                                  |
| 1997 | Wynton Marsalis   | Blood on the Fields (oratorium na orkiestrę jazzową i głosy)  |
| 1998 | Aaron Jay Kernis  | String Quartet No. 2 (Musica Instrumentalis)                  |
| 1999 | Melinda Wagner    | Concerto for Flute, Strings, and Percussion                   |
| 2000 | Lewis Spratlan    | Life Is a Dream, Opera in Three Acts: Act II, Concert Version |

Pierwsze dziesięciolecie XXI wieku:
| Data | Autor           | Tytuł |
| ---- | --------------- | --- |
| 2001 | John Corigliano | Symphony No. 2 for String Orchestra                                                                               |
| 2002 | Henry Brant     | Ice Field (na orkiestrę)                                                                                          |
| 2003 | John Adams      | On the Transmigration of Souls (na orkiestrę, chór, chór dzieciecy, i wcześniej zarejestrowaną ścieżkę dźwiękową) |
| 2004 | Paul Moravec    | Tempest Fantasy (muzyka kameralna)                                                                                |
| 2005 | Steven Stucky   | Second Concerto for Orchestra                                                                                     |
| 2006 | Yehudi Wyner    | Chiavi in mano (koncert fortepianowy)                                                                             |
| 2007 | Ornette Coleman | Sound Grammar (na zespół jazzowy)                                                                                 |
| 2008 | David Lang      | The Little Match Girl Passion (na chór i perkusję)                                                                |
| 2009 | Steve Reich     | Double Sextet |
| 2010 | Jennifer Higdon | Violin Concerto                                                                                                   |

Drugie dziesięciolecie XXI wieku:
| Data | Autor             | Tytuł                           |
| ---- | ----------------- | ------------------------------- |
| 2011 | Zhou Long         | Madame White Snake              |
| 2012 | Kevin Puts        | Silent Night: Opera in Two Acts |
| 2013 | Caroline Shaw     | Partita for 8 Voices            |
| 2014 | John Luther Adams | Become Ocean                    |
| 2015 | Julia Wolfe       | Anthracite Fields               |
| 2016 | Henry Threadgill  | In for a Penny, In for a Pound  |
| 2017 | Du Yun            | Angel's Bone                    |
| 2018 | Kendrick Lamar    | DAMN.                           |
| 2019 | Ellen Reid        | p r i s m                       |
| 2020 | Anthony Davis     | The Central Park Five           |

Trzecie dziesięciolecie XXI wieku:
| Data | Autor                           | Tytuł          |
| ---- | ------------------------------- | -------------- |
| 2021 | Tania León                      | Stride         |
| 2022 | Raven Chacon                    | Voiceless Mass |
| 2023 | Rhiannon Giddens, Michael Abels | Omar           |